# Führungsakademie der Bundeswehr/Absolventen
Nachfolgend werden die Absolventen der Führungsakademie der Bundeswehr (FüAkBw) in Hamburg aufgeführt, die einen nationalen oder internationalen Generalstabs-/Admiralstabslehrgang absolviert haben, zu Offizieren im Generalstabsdienst bzw. Admiralstabsdienst fortgebildet wurden und in ihrer weiteren Werdegang mindestens in den Dienstgrad eines Brigadegenerals bzw. Flottillenadmirals befördert wurden oder auf sonstige Weise Relevanz erreicht haben.
Die Offiziere beenden ihren Lehrgang jeweils mit einer Jahresarbeit – über 30 Jahre (1957–1987) Generalstabs-/Admiralstabsausbildung sind in einer Bibliographie, 2.300 Arbeiten, dokumentiert. Die Beiträge sind „schöpferische Leistungen“ und genügen wissenschaftlichen Ansprüchen. Die Clausewitz-Gesellschaft fördert besonders herausragende Leistungen, die jährlich in einer Festschrift erscheinen mit der Ehrenmedaille General von Clausewitz für die nationalen Lehrgänge und ab 1990 mit der Ehrenurkunde General von Clausewitz für die internationalen Teilnehmer der Lehrgänge.

## Lehrgänge

### 1957–1958
- 1. Generalstabslehrgang Heer: Wilhelm Bosselmann, Johann Condré, Werner Effenberger, Wolfram von Eichel-Streiber, Johannes Gerber, Hans-Otto Göricke, Bernhard Gruber, Horst Hildebrandt, Carl-Gero von Ilsemann, Karl-Heinz Kinder, Hans-Joachim Löser, Paul Mertes, Hein Peter Ptak, Horst Pinkwart, Karl Punzmann, Heinz Schmidt-Ebert, Franz-Joseph Schulze, Heinrich Schwiethal, Matthäus Speigel, Alois Steffel, Martin Steiff, Karl-Christian Trentzsch, Heinrich Fischler Graf von Treuberg, Eberhard Wagemann, Herbert Walter
- 1. Admiralstabslehrgang: Gustav-Adolf Janssen, Rolf Steinhaus

### 1958–1959
- 2. Generalstabslehrgang Heer: Günter Baranek, Friedrich Bernhold, Fritz Birnstiel, Lothar Christian, Lothar Domröse, Alexander Frevert-Niedermein, Hans-Otto Göricke, Hans-Günther Groß, Hubertus Großler, Karl-Heinz Herzberg, Horst Kinder, Paul-Georg Kleffel, Gert Kohlmann, Karl-Christian Krause, Horst Pinkwart, Johannes Poeppel, Rudolf Reichenberger, Lothar Renner, Horst Scheibert, Werner Schlüter, Franz-Joseph Schulze, Hans Spiegel, Robert Stadlhofer, Arndt-Dieter Thormeyer, Hermann Unger, Günter Vollmer, Karl-Heinz Wachsmuth, Hubert Walitschek, Adolf Walther, Fritz von Westerman
- 1. Generalstabslehrgang Luftwaffe: Wolfgang von Bergh, Helmut Bieber, Herbert Fock, Uwe Köster, Hans-Werner Mehlen, Wilhelm Metscher, Günther Scholz, Heinz de Wilde, Harald Wust
- 2. Generalstabslehrgang Luftwaffe: Helmut Bapistella, Walter Dorfmüller, Karl Hermann Friedrich, Gerhard Kerscher, Wolfgang Kessler, Friedrich Körner, Odo Ratza, Helmut Technau

### 1959–1960
- 3. Generalstabslehrgang Heer: Gert Bastian, Eberhard von Block, Hermann Böhner, Eberhard Burandt, Claus Claussen, Heinrich Endres, Gottfried Ewert, Helmut Fischer, Horst Frickinger, Wilhelm Garken, Gottfried Greiner, Michael Greipl, Rupprecht Grzimek, Eberhard Hackensellner, Werner Heyd, Huber, Herbert, Wolfram Ibing, Helmut Liebeskind, Johannes Magerstädt, Horst Neumann, Kurt von der Osten, Georg-Josef von Raesfeld, Franz-Günter Roth, Günther Schmelzer, Gerwin Schröder, Rolf-Helmut Schröder, Christian Schünemann, Rolf-Helmut Schröder, Horst-Bodo Schuwirth, Joachim von Schwerin, Ferdinand von Senger und Etterlin, August-Wilhelm Vogel, Hermann Vogt, Helmut Walter, Horst Wenner, Otto Günther Werren
- 2. Admiralstabslehrgang: Heinz-Eugen Eberbach, Ernst-Günther Müller, Werner Schünemann, Hanshermann Vohs
- 3. Generalstabslehrgang Luftwaffe: Hubert Bung, Friedrich-Wilhelm Grunewald, Gerd Haseloff, Alfred Meyer-Ricks, Paul Monreal, Wilhelm Ortmanns, Ulrich Parakenings, Heinz Waldhecker, Klaus Wrede

### 1960–1961
- 4. Generalstabslehrgang Luftwaffe: Siegfried Boy, Hans Eisen, Walter Hebben, Günther Westphal

### 1961–1962
- 5. Generalstabslehrgang Luftwaffe: Hans Eschenbach, Helmut Heinz, Siegfried Junghanß, Clauß Kuhnke

### 1961–1963
- 4. Generalstabslehrgang Heer: Jürgen Brandt, Gerhard Deckert, Carlheinrich von Erdmannsdorff, Helmut Feher, Heinz von zur Gathen, Meinhard Glanz, Werner Heumann, Walter Hoffmann, Heinz Kasch, Günter Kießling, Gerd-Helmut Komossa, Arno Kösling, Günter Kriebel, Hans Kubis, Adolf Lorenz, Wolfgang Lucius, Günter Mai, Ekkehard Medert, Klaus Nennecke, Horst Netzler, Joachim Rensing, Jobst Rohkamm, Werner Schäfer, Horst Scheuermann, Ernst-Wilhelm Schneider, Wolfang Schöppe, Ernst-August Schorn, Martin Seifert, Franz-Josef Wiesner
- 3. Admiralstabslehrgang: Wolfgang Benzino, Rudolf Deckert, Günter Fromm, Klaus-Jürgen Thäter, Alfred Werner

### 1962–1963
- 6. Generalstabslehrgang Luftwaffe: Ernst-Dieter Bernhard, Gerhard Eichler, Werner Schmitz, Joachim Weicksel

### 1962–1964
- 5. Generalstabslehrgang Heer: Wolfgang Altenburg, Busso von Alvensleben, Heinrich Felix Beckmann, Leopold Chalupa, Werner Ellermann, Eberhard Golla, Ingo Günther, Herbert Hagenbruck, Martin Holzfuß, Hans-Joachim Mack, Konrad Manthey, Hansgeorg Model, Rudolf Promies, Joachim Schulte, Michael Schwab, Rolf Zerling
- 4. Admiralstabslehrgang: Ansgar Bethge, Friedrich Remde

### 1963–1964
- 7. Generalstabslehrgang Luftwaffe: Hans-Wilhelm von Bornstaedt, Karl-Heinz Franke, Werner Gail, Wolfhard Galinsky, Heinz Jungnickel, Karl-Horst Lessing, Rudolf Meyer, Rainer Paschke, Claus Thierschmann, Walter Windisch

### 1963–1965
- 6. Generalstabslehrgang Heer: Hans Detlef Ahrens, Gerhard Brugmann, Ernst Coqui, Manfred Fanslau, Klaus Forster, Karl-Eberhard Grumer, Werner Lange, Götz Mayer, Horst Loebisch, Frank Schild, Paul Sommerhoff, Kurt Graf von Schweinitz, Erich Schwemmle, Hans Scriba, Franz Uhle-Wettler, Kurt-Josef Veeser, Klaus Vollmer, Gerhard Wachter, Enno Walter, Roland Zedler
- 5. Admiralstabslehrgang: Horst Geffers, Hansjakob Kratzmair, Gustav Carl Liebig, Hans-Friedrich Meisner

### 1964–1966
- 7. Generalstabslehrgang Heer: Horst Albrecht, Kurt Barthel, Otto Biemann, Andreas Broicher, Klaus Goldschmidt, Hans Grillmeier, Wolfgang Heydrich, Hans Hoster, Eberhard Lochmann, Wolfgang Malecha, Lutz Moek, Theodor Müllenberg, Mark Heinrich von Nathusius, Henning von Ondarza, Roland Oppermann, Rolf Röder, Gerd Röhrs, Hans-Henning von Sandrart, Jürgen Schlüter, Harald Schulz, Siegfried Storbeck, Wolfgang Tebbe, Horst Wallmann, Eberhard Wetter, Karl Zimmer
- 6. Admiralstabslehrgang: Dieter Ehrhardt, Helmut Kampe
- 8. Generalstabslehrgang Luftwaffe: Eberhard Eimler, Hans-Günter Kannegieser Wilhelm Meyn, Fred Noack, Paul Sommerhoff
- 9. Generalstabslehrgang Luftwaffe: Jörg Bahnemann, Kurt Enzenberger, Hans-Heinz Feldhoff, Horst Jungkurth, Günther Koch, Jörg Kuebart, Horst Lamberty, Manfred Philipp, Günter Raulf, Jürgen Schreiber, Joachim Sochaczewski

### 1965–1967
- 8. Generalstabslehrgang Heer: Dieter Clauß, Othmar Hackl, Wilhelm Jacoby, Eckhard Klewin, Bernd Klug, Carl-Helmuth Lichel, Johannes Nebe, Peter van Rensen, Manfred Rode, Peter Rohde, Georg-Heinrich Roth, Arno Schäfer, Jörn Söder, Berthold Maria Schenk Graf von Stauffenberg, Hermann Teske
- 7. Admiralstabslehrgang: Jürgen Dubois
- 10. Generalstabslehrgang Luftwaffe: Heinz-Günter Donner, Rudolf Erlemann, Wolfgang Görlitz, Horst Hauke, Günter Hertel, Diether Rekittke, Karl Sasse, Werner Schmidbauer, Ernst Schneider, Hans-Peter Tandecki

### 1966–1968
- 9. Generalstabslehrgang Heer: Georg Bautzmann, Hartmut Behrendt, German Drexler, Udo Eulig, Eberhard Fuhr, Otto Hegner, Rolf Hüttel, Johann Adolf Graf von Kielmansegg, Ernst Klaffus, Klaus-Peter Kniehase, Gero Koch, Godehard Schell, Hubertus Senff[5], Anton Sterr, Klaus-Christoph Steinkopff, Friedrich Steinseifer, Dieter Toppe, Hasso Freiherr von Uslar-Gleichen, Gert Verstl
- 8. Admiralstabslehrgang: Konrad Ehrensberger, Siegfried Günther, Egon Meyer, Hein-Peter Weyher, Horst-Helmut Wind
- 11. Generalstabslehrgang Luftwaffe: Christmuth Eberlein, Hans-Joachim Griese, Karl-Heinz Griese, Peter Krüger, Werner Nührenberg, Ernst Pospischil, Rolf Thiemann, Karl Timm, Hans-Jürgen Weber

### 1967–1969
- 10. Generalstabslehrgang Heer: Georg Bernhardt, Hannsjörn Boës, Georg von Consbruch, Wolfgang Estorf, Hartmut Foertsch, Heribert Göttelmann, Ruprecht Haasler, Günter Hannstein, Helge Hansen, Jürgen Molsen, Uwe Richardsen, Wilhelm Riehmer, Wilhelm Tolksdorf, Hans-Jürgen Wilhelmi
- 9. Admiralstabslehrgang: Dieter Franz Braun, Wolfgang Brost, Jochen Mehner, Alfons Teipel, Dieter Wellershoff
- 12. Generalstabslehrgang Luftwaffe: Hartmut Gülzow, Günter Jaunig, Peter Klatte, Johann-Gottlieb Koppe, Bruno Mielke, Siegried Poschwatta, Friedrich Rode, Winfried Schwenke

### 1968–1969
- Generalstabslehrgang Mittlere Führung: Christoph-Adolf Fürus

### 1968–1970
- 11. Generalstabslehrgang Heer: Hans Konrad Bromeis, Peter Heinrich Carstens, Wilko Hartmann, Hüseyin Kıvrıkoğlu (), Norbert Majewski, Gerd Meyer, Peter Noack, Ekkehard Richter, Dietrich Rogler, Wolfgang Sand, Wolfgang Schade, Werner von Scheven, Jörg Schönbohm, Klaus-Peter Schötensack, Reiner Toussaint, Winfried Weick, Franz Werner
- 10. Admiralstabslehrgang: Hans-Jürgen von Hößlin, Diether Hülsemann, Uwe Radicke[5], Karlheinz Max Reichert
- 13. Generalstabslehrgang Luftwaffe: Josef Engelhardt, Peter Haarhaus, Hermann Hagena, Hubert Marquitan, Bernhard Mende, Lühr-Onne Oldigs, Andries Schlieper, Jürgen Schlüter, Uwe Vieth, Detlef Wibel

### 1969–1971
- 12. Generalstabslehrgang Heer: Hartmut Bagger, Manfred Bertele, Edgar Bramstedt, István Csoboth, Manfred Eisele, Jürgen von Falkenhayn, Manfred Gerber, Volker Glatt, Hans-Dietrich Kams, Jürgen Reichardt, Peter Rückbrodt, Hans Helmut Speidel, Hans-Uwe Ullrich, Andreas Wittenberg, Klaus Wittig
- 11. Admiralstabslehrgang: Christian Giermann, Rolf Martens, Elmar Schmähling, Heinrich Schuur, Klaus Schwabe, Horst Sommermeyer
- 14. Generalstabslehrgang Luftwaffe: Hans Heinrich Block, Friedhelm Koch, Friedrich-Wilhelm Lübbe, Hunrich Meunier, Herbert Scheck

### 1970–1972
- 13. Generalstabslehrgang Heer: Konrad Bader, Gerhard Beenders, Wolfgang Beltermann, August Benischke, Dieter Brand, Vigleik Eide (), Klaus Frühhaber, Hüseyin Kıvrıkoğlu (), Gerd Edler von Löw, Klaus Naumann, Rolf Ocken, Jürgen Schnell, Wilhelm Romatzeck, Wilfried-Otto Scheffer, Dieter Schott, Gerd Schultze-Rhonhof, Digby Smith (), Günter Freiherr von Steinaecker, Bernd Vohland
- 12. Admiralstabslehrgang: Wolfgang Engelmann
- 15. Generalstabslehrgang Luftwaffe: Friedrich-Wilhelm Ehmann, Benno Ertmann, Peter Jacobs[5], Axel-Björn Kleppien, Hubert Merkel, Siegfried Pacholke, Klaus Poetzsch, Rolf Portz

### 1971–1973
- 14. Generalstabslehrgang Heer: Eşref Bitlis (), Heinrich Boehr, Dieter Farwick, Wolfgang Gülich, Christian Hellwig, Authari Lapp, Karsten Oltmanns, Friedmar Teßmer, Rainer Thiel, Edgar Trost, Bernd Weber[5], Günter Wenger, Klaus Wiesmann, Helmut Willmann
- 13. Admiralstabslehrgang: Dirk Horten, Klaus Jancke, Ulrich Weisser
- 16. Generalstabslehrgang Luftwaffe: Botho Engelien, Dieter Kellein, Günther-Rudolf Kimmel, Arwed-Arnd von Oertzen, Hartmut Olboeter, Manfred Opel, Karl-Heinz Richter, Eckhard Rieger

### 1972–1974
- 15. Generalstabslehrgang Heer: Wolf-Eberhard Ahrens, Udo Beitzel, Alexander Bergenthal, Peter-Christian Graf von Bothmer, Henning Brümmer, Klaus Coenen, Eckart Fischer, Peter-Johannes von Geyso, Hubert Gosch, Winfried Hofer, Dieter E. Kilian, Hans-Peter von Kirchbach, Volker Löw, Joachim Priegnitz, Wolfgang Schikowski, Michael von Scotti, Joachim Spiering, Dieter Stöckmann
- 14. Admiralstabslehrgang: Hans-Rudolf Boehmer, Otto H. Ciliax[5], Waldemar Feldes, Klaus-Dieter Laudien, Jörk-Eckart Reschke
- 17. Generalstabslehrgang Luftwaffe: Jürgen Höche, Jörg Köpke, Lorenz Huber, Peter Lahl, Dieter Reindl, Karl-Heinz Richter, Paul Westhoff

### 1973–1975
- 16. Generalstabslehrgang Heer: Bernd Albert, Joachim Behne, Richard Bulheller, Rüdiger Drews, Rudi Ehninger, Eckart Fischer, Helmut Harff, Hans Hübner, Hans-Joachim Lühr, Helmut Neubauer, Klaus Reinhardt, Hans-Jürgen Rennack
- 15. Admiralstabslehrgang: keine Admirale
- 18. Generalstabslehrgang Luftwaffe: Horst Lemke, Heinz Loquai, Peter Schmitz, Hans-Günter Schröfel, Wolf-Gerhard Stäglich, Michael Vollstedt
- Internationaler Lehrgang: Karl Hoffmann

### 1974–1976
- 17. Generalstabslehrgang Heer: Rolf Bernd, Winfried Dunkel, Rainer Fell, Klaus-Willi Gauchel, Peter-Johannes von Geyso, Götz Gliemeroth, Norbert van Heyst, Ulrich Keppler, Hans-Dieter Möhring, Arne Solli ()
- 16. Admiralstabslehrgang: Hans Frank
- 19. Generalstabslehrgang Luftwaffe: Manfred Erl, Bernd Baron von Hoyer-Boot, Hans-Werner Jarosch, Henner Scholz

### 1975–1977
- 18. Generalstabslehrgang Heer: Axel Bürgener, Manfred Dietrich, Horst Förster, Alphart von Horn, Rainer Jung, Christian Millotat, Bernd Müller, Friedrich Riechmann, Holger Sammet, Rolf Schneider, Friedrich von Senden, Karl-Heinz Soukal
- 17. Admiralstabslehrgang: Bernd Heise, Rudolf Lange, Hans Lüssow, Karl-Wilhelm Rosberg, Dieter Stockfisch, Horst-Helmut Wind
- 20. Generalstabslehrgang Luftwaffe: Christian Bieling, Harald Kujat, Wolfgang Meyer, Hartmut Moede, Hans-Georg Siebert, Peter Vogler
- LGAI 1975: Muhammad Asad Durrani ()

### 1976–1978
- 19. Generalstabslehrgang Heer: Hans-Christian Beck, Klaus Hartmann, Dieter Henninger, Holger Kammerhoff, Wolfgang Kopp, Peter Kuhn, Eckhard Lisec, Christian Freiherr von Mirbach, Klaus Olshausen, Hans-Joachim Sachau, Peter Schafranek, Reimar Scherz, Rainer Schuwirth, Werner Widder
- 18. Admiralstabslehrgang: keine Admirale
- 21. Generalstabslehrgang Luftwaffe: Dirk Böcker, Wolfgang Döring, Reinhart Hoppe, Walter Jertz, Erich Kiesenbauer, Eckehard Kügler, Josef Priller, Horst Schmalfeld

### 1977–1979
- 20. Generalstabslehrgang Heer: Rolf Baumgärtel, Dieter Budde, Axel Bürgener, Hans-Heinrich Dieter, André-Dieter Gubernatis, Gert Gudera, Karl-Heinz Hagemann, Helmut Hofmann, Heinz-Georg Keerl, Ernst-Heinrich Lutz, Karl-Heinz Quast, Jürgen Ruwe, Wolfgang Schneiderhan, Götz Steinle
- 19. Admiralstabslehrgang: Jörg Auer, Götz Eberle, Rainer Feist
- 22. Generalstabslehrgang Luftwaffe: Bodo Blaas, Heinz-Peter Dicks, Kurt-Wolfgang Fredemann, Jürgen Knoppe, Ulf von Krause[5], Klaus-Dieter Kurth, Servatius Maeßen, Hans Jürgen Merkle, Werner Schowe

### 1978–1980
- 21. Generalstabslehrgang Heer: Hans-Otto Budde, Justus Gräbner, Bernd Hogrefe, Josef Kowalski, Karl-Heinz Lather, Karl-Heinz Münzner, Ludwig Mundt, Peter Nagel, Wolfgang Otto, Hans-Herbert Schulz, Jörg Schweinsteiger, Christian Trull, Klaus Wittmann, Jens Zimmermann
- 20. Admiralstabslehrgang: Klaus-Peter Hirtz, Wolfgang Kalähne, Thomas Kempf
- 23. Generalstabslehrgang Luftwaffe: Gerhard W. Back, Hanspeter Broekelschen, Ulrich Heider, Heinz Marzi, Peter Röhrs, Klaus-Peter Treche, Axel Tüttelmann

### 1979–1981
- 22. Generalstabslehrgang Heer: Karl-Heinz Ackermann, Richard Bolz, Georg Freiherr von Brandis, Peter Brüggemann, Bernd Diepenhorst, Peter Goebel, Armin Hasenpusch, Klaus Hollmann, Roland Kather, Wolf-Dieter Löser, Wolfgang Mössinger, Günter Schwarz, Theodor Winkelmann, Ulrich Wolf
- 21. Admiralstabslehrgang: Christoph Diehl, Heinz-Eugen Eberbach, Klaus-Dieter Fritz, Klaus-Peter Niemann, Ulrich Otto, Walter Reichenmiller, Lennart Souchon, Viktor Toyka
- 24. Generalstabslehrgang Luftwaffe: Hans-Werner Ahrens, Lothar Amme, Friedrich-Wilhelm Kriesel, Michael Ludwigs, Jörg Sohst

### 1980–1982
- 23. Generalstabslehrgang Heer: Hans-Georg Atzinger, Reinhardt Breitfelder, Klemens-Karl Drescher, Manfred Engelhardt, Henning Glawatz, Manfred Hofmeyer, Winfried Mertens, Jan Oerding, Harald Quiel, Egon Ramms, Jochen Schneider, Gertmann Sude, Hans Peter Ueberschaer
- 22. Admiralstabslehrgang: Henning Bess, Gottfried Hoch, Jürgen E. Kratzmann, Jens-Volker Kronisch, Wolfgang E. Nolting, Frank Ropers[5], Hans-Joachim Stricker
- 25. Generalstabslehrgang Luftwaffe: Wolfgang Baltes, Berthold Bucholz, Johann-Georg Dora, Hans-Jürgen Hugenschmidt, Friedrich Wilhelm Ploeger, Hans-Joachim Schubert, Hermann Wachter, Volker Zimmer

### 1981–1983
- 24. Generalstabslehrgang Heer: Hans-Christoph Ammon, Robert Bergmann, Wolf-Joachim Clauß[5], Heinrich Fischer, Harald Fugger, Rainer Glatz, Kersten Lahl, Kurt-Helmut Schiebold, Manfred Schlenker, Dieter Schuster
- 23. Admiralstabslehrgang: Lutz Feldt, Hubert Haß, Rolf Schmitz
- 26. Generalstabslehrgang Luftwaffe: Wolfgang Born, Rainer Fiegle, Kurt Herrmann, Gerhard Kemmler, Aarne Kreuzinger-Janik, Johann Oppitz, Klaus-Peter Stieglitz

### 1982–1984
- 25. Generalstabslehrgang Heer: Alois Bach, Jürgen Beyer, Wolfgang Brüschke, Helmut Duschner, Klaus Feldmann, Wolfgang Korte, Gerhard Stelz, Gert Wessels, Günter Weiler
- 24. Admiralstabslehrgang: Karl-Heinz Riemke
- 27. Generalstabslehrgang Luftwaffe: Winfried Gräber, Manfred Lange, Horst Martin, Gero Schachthöfer, Karlheinz Viereck, Thomas Wollny

### 1983–1985
- 26. Generalstabslehrgang Heer: Ernst-Otto Berk, Jürgen Bornemann, Carl-Hubertus von Butler, Erhard Drews, Hans Günter Engel, Hans-Joachim Fischer, Josef Heinrichs, Wolf-Dieter Langheld, Rüdiger Lucassen, Georg Nachtsheim, Wolf-Dieter Skodowski, Hartwig Tarnowski
- 25. Admiralstabslehrgang: Henning Hoops
- 28. Generalstabslehrgang Luftwaffe: Norbert Finster, Hermann Muntz, Harald Riedel, Wolfgang Rönsch, Gerhard Schulz[5]

### 1984–1986
- 27. Generalstabslehrgang Heer: Volker Barth, Markus Bentler, Jürgen Blätzinger, Horst-Heinrich Brauß, Hans-Lothar Domröse, Franz Reinhard Golks, Christof Munzlinger, Reinhard Kuhn
- 26. Admiralstabslehrgang: Wolfram Kühn, Michael Mollenhauer
- 29. Generalstabslehrgang Luftwaffe: Peter Funk, Heinrich Geppert, Karl Heinz Schreiner

### 1985–1987
- 28. Generalstabslehrgang Heer: Peter Conzelmann, Werner Freers, Hans-Werner Fritz, Helmut Wilhelm Ganser, Reinhard Kammerer, Bruno Kasdorf, Wolfgang Köpke, Rainer Korff, Achim Lidsba, Harry Richter, Richard Roßmanith, Walter Schmidt-Bleker, Norbert Stier, Christian Westphal
- 27. Admiralstabslehrgang: Wolfgang Bremer, Karl-Wilhelm Ohlms, Axel Schimpf, Hans-Jochen Witthauer
- 30. Generalstabslehrgang Luftwaffe: Gerd Bischof, Hasso Körtge, Robert Löwenstein

### 1986–1988
- 29. Generalstabslehrgang Heer: Hans-Joachim Fröhlich, Walter Ludwig, Carsten Jacobson, Mungo Melvin (), Josef Niebecker, Helmut Schoepe, Reiner Schwalb, Michael Tempel, Klaus Veit, Winfried Zimmer
- 28. Admiralstabslehrgang: Karl-Wilhelm Bollow, Werner Lüders, Manfred Nielson
- 31. Generalstabslehrgang Luftwaffe: Jochen Both, Roland Braun[5], Dieter Dammjacob, Peter Gorgels, Dieter Naskrent, Hans-Georg Schmidt, Bernhard Schulte Berge

### 1987–1989
- 30. Generalstabslehrgang Heer: Josef Blotz, Volker Halbauer, Eckart Klink, Erich Könen, Manfred Kreis, Hartmut Pauland, Ingo Patschke, Georg Pazderski, Harald Sunde (), Volker Wieker, Reinhard Wolski
- 29. Admiralstabslehrgang: Klaus von Dambrowski, Jan Eirik Finseth (), Jürgen Mannhardt
- 34. Generalstabslehrgang Luftwaffe: Bernhard Fürst, Franz-Josef Nolte

### 1988–1990
- 31. Generalstabslehrgang Heer: Hans-Erich Antoni, Andreas Berg, Erhard Bühler, Manfred Hofmann, Markus Kneip, Heinz Krieb, Lutz Niemann, Franz Xaver Pfrengle, Stephan Schoeps, Stephan Thomas, Erich Vad[5], Hans-Werner Wiermann, Reinhardt Zudrop
- 30. Admiralstabslehrgang: Jørgen Berggrav (), Pierrick Blairon (), Manfred Hartmann, Thorsten Kähler
- 33. Generalstabslehrgang Luftwaffe: Peter Bohrer, Thomas Franz, Rainer Keller, Ludwig Leinhos, Erich Staudacher, Joachim Wundrak

### 1989–1991
- 32. Generalstabslehrgang Heer: Thomas Berghoff, Peter Braunstein, Henning Hars, Martin Konertz, Jobst Schönfeld
- 31. Admiralstabslehrgang: Heinrich Lange
- 34. Generalstabslehrgang Luftwaffe: Günter Giesa, Werner Haumann, Walter Huhn, Jürgen Knappe, Hans-Dieter Poth, Erich Siegmann

### 1990–1992
- 33. Generalstabslehrgang Heer: Wilhelm Grün, Gert-Johannes Hagemann, Reinhard Kloss Frank Leidenberger, René Leitgen, Bernhard Liechtenauer, Walter Ohm, Erich Pfeffer, Wolfgang Richter, Heinrich-Wilhelm Steiner, Dieter Warnecke, Jürgen Weigt
- 32. Admiralstabslehrgang: Rainer Brinkmann, Andreas Krause, Martin Krebs, Jacques Launay ()
- 35. Generalstabslehrgang Luftwaffe: Klaus Habersetzer, Wolfgang Renner, Ansgar Rieks, Helmut Schütz, Heinrich Tiller

### 1991–1993
- 34. Generalstabslehrgang Heer: Klaus von Heimendahl, Martin Hein, Johann Langenegger, Klaus Dieter Kohl, Michael Podzus, Werner Sczesny, Jörg Vollmer, Rolf Wagner, Norbert Weller, Eberhard Zorn
- 33. Admiralstabslehrgang: Torben Ørting Jørgensen (), Atle T. Karlsvik (), Markus Krause-Traudes, Klaus-Michael Nelte, Karsten Schneider
- 36. Generalstabslehrgang Luftwaffe: Helmut Dotzler, Wolfgang Gäbelein, Rudolf Maus, Burkhard Pototzky

### 1992–1994
- 35. Generalstabslehrgang Heer: Dirk Backen, Ulrich Baumgärtner, Thomas Czirwitzky, Michael Färber, Heinz Feldmann, Torsten Gersdorf, Jens-Olaf Koltermann, Dieter Meyerhoff, Udo Schnittker, Jürgen Setzer, Jürgen Karl Uchtmann
- 34. Admiralstabslehrgang: Jürgen Ehle, Rainer Endres, Thomas Jugel, Jürgen Losch
- 37. Generalstabslehrgang Luftwaffe: Michael Bartscher, Michael Gschoßmann, Gerhard Hewera, Karl Müllner, Peter Schelzig
- LGAI 1992: Jonas Vytautas Žukas ()

### 1993–1995
- 36. Generalstabslehrgang Heer: Axel Binder, Michael Hochwart, Georg Klein, Heiko Krogmann, Henk Morsink, Uwe Nerger, Jürgen Schmidt, George Norton (), Arne Skjærpe ()
- 35. Admiralstabslehrgang: Jörg Klein, Michael Kulla, Joachim Rühle
- 38. Generalstabslehrgang Luftwaffe: Richard Frevel, Lutz Kohlhaus, Martin Schelleis, Bernhardt Schlaak
- LGAI 1993: Jonas Vytautas Žukas ()

### 1994–1996
- 37. Generalstabslehrgang Heer: Stefan Geilen[5], Andreas Hannemann, Michael Hauschild, Mart de Kruif (), Alfons Mais, Michael Matz, Isidro de Morais Pereira (), Bernd Schütt, Joachim Smola, Michael Tegtmeier, Norbert Wagner, Benedikt Zimmer
- 36. Admiralstabslehrgang: Jean Martens, Lars Holm
- 39. Generalstabslehrgang Luftwaffe: Jörg Lebert, Christoph Pliet, Thorsten Poschwatta, Ulrich Pracht, Ralf Raddatz, Andreas Schick, Michael Vetter

### 1995–1997
- 38. Generalstabslehrgang Heer: Uwe Alexander Becker, Kay Brinkmann, Klaus-Dieter Cohrs, Harald Gante, Uwe Hartmann, Rune Jakobsen (), Roderich Kiesewetter, Andreas Marlow, Dietmar Mosmann, Stefan Schulz, Stefan Weber, Peter Webert, Wolfgang Wien
- 37. Admiralstabslehrgang: Jens Beckmann, Jürgen zur Mühlen, Stefan Pauly
- 40. Generalstabslehrgang Luftwaffe: Michael Hain, Thomas Hambach, Burkhard Kollmann, Olaf von Roeder
- LGAI 1995: Edvardas Mažeikis ()

### 1996–1998
- 39. Generalstabslehrgang Heer: Gert Gawellek, Leanne van den Hoek (), Gerhard Klaffus, Ralf Lungershausen, Gert Nultsch, Michael Oberneyer, Ulrich Ott, Frank Pieper, Thorsten Puschmann, Kai Rohrschneider, Jürgen-Joachim von Sandrart, Frank Schlösser, Wolf-Jürgen Stahl, Josef Jünemann
- 38. Admiralstabslehrgang: Thomas Daum, Frank Martin Lenski, Christoph Müller-Meinhard, Jens Nemeyer
- 41. Generalstabslehrgang Luftwaffe: Andreas Delp, Gerald Funke, Ralf Hoffmann, Günter Katz, Stefan Scheibl
- LGAI 1996: Jiří Halaška (), Michael Matz, Edvardas Mažeikis (), Arvydas Pocius ()

### 1997–1999
- 40. Generalstabslehrgang Heer: Carsten Breuer, Michael Claesson (), Stefan Linus Fix, Andreas Pfeifer, Markus Laubenthal, Bruno Most, Hartmut Renk, Gunter Schneider, Robert Sieger
- 39. Admiralstabslehrgang: Hans-Jörg Detlefsen, Jan Christian Kaack, Ulrich Reineke, Frank Trojahn ()
- 42. Generalstabslehrgang Luftwaffe: Armin Fleischmann, Michael Hogrebe, Andreas Hoppe, Andreas Korb, Jan Kuebart, Markus Kurczyk, Tilo Maedler, Michael Traut

### 1998–2000
- 41. Generalstabslehrgang Heer: Jürgen Brötz, Horst Busch, Holger de Groot, Andreas Durst, Ulf Häussler, Wolfgang Jordan, Dirk Kipper, Michiel van der Laan (NLD)
- 40. Admiralstabslehrgang: Helge Detlef Risch, Carsten Stawitzki
- 43. Generalstabslehrgang Luftwaffe: Christian Badia, Frank Best, Ingo Gerhartz, Christian Leitges, Stefan Lüth, Wolfgang Ohl[5], Volker Samanns, Robert Wilhelm
- LGAI 1998: Tomislav Galic (), Roland Obersteg, Karl Pronhagl ()

### 1999–2001
- 42. Generalstabslehrgang Heer: André Abed, Werner Albl, Dag Baehr, André Bodemann, Ruprecht Horst von Butler, André Denk, Jochen Deuer, Dirk Faust, Andreas Henne, Oliver Kohl, Matthias Lau, Ansgar Meyer, Alexander Sollfrank, Ullrich Spannuth, Achim Werres, Sandro Wiesner, Stefan Zeyen
- 41. Admiralstabslehrgang: Andreas Czerwinski, Axel Deertz, Armin Havenith, Thomas Lehnen, Kay-Achim Schönbach
- 44. Generalstabslehrgang Luftwaffe: Markus Alder, Marcus Ellermann, Stefan Neumann, Frank Reiland, Thomas Seifert, Bernd Stöckmann
- LGAI: Joachim Hoppe

### 2000–2002
- 43. Generalstabslehrgang Heer: Gunnar Brügner, Salvatore Carta (ITA), Holger Draber, Ralf Feldotto, Markus Kreitmayr, Sven Lange, Peter Mirow, Jörg See, Rainer Simon, Andreas Steinhaus
- 42. Admiralstabslehrgang: Axel Ristau
- 45. Generalstabslehrgang Luftwaffe: Michael Krah, Bernhard Teicke

### 2001–2003
- 44. Generalstabslehrgang Heer: Jens Diehm, Klaus Frauenhoff, Heico Hübner, Björn Schulz, Olaf Rohde
- 43. Admiralstabslehrgang: Christian Bock, Stephan Haisch, Thorsten Marx
- 46. Generalstabslehrgang Luftwaffe: Daniel Draken, Holger Neumann

### 2002–2004
- 45. Generalstabslehrgang Heer: Jens Arlt, Lutz Kuhn, Boris Nannt, Christian Nawrat, Frank Utzerath
- 44. Admiralstabslehrgang: Wilhelm Tobias Abry
- 47. Generalstabslehrgang Luftwaffe: Frank Gräfe

### 2003–2005
- 46. Generalstabslehrgang Heer: Volker Bauersachs, Christian Friedl, Alexander Krone, Andreas Kühne, Jürgen Meyer, Jared Sembritzki
- 45. Admiralstabslehrgang: Ralf Kuchler, Andreas Mügge, Stephan Plath
- 48. Generalstabslehrgang Luftwaffe: unbekannt
- LGAI 2003: Peter Baumgartner ()

### 2004–2006
- 1. LGAN SK: Christian Freuding, Gero von Fritschen, Holger Radmann, Rolf von Uslar, Stephan Willer

### 2005–2007
- 2. LGAN SK: Ralf Peter Hammerstein, Axel Schulz, Volker Pötzsch
- LGAI 2005: Niels Blatter ()

### 2006–2008
- 3. LGAN SK: Detlef Buch, Maik Keller, Sascha Helge Rackwitz, Thorsten Schütz

### 2007–2009
- 4. LGAN SK: Michael Bender, Marco Eggert, David Markus, Nicole Schilling

### 2008–2010
- 5. LGAN SK: Anastasia Biefang, Axel Hardt, Christoph Huber

### 2009–2011
- 6. LGAN SK: Thomas Braun

### 2015–2017
- 12. LGAN SK: Marcel Bohnert, Helena Linder-Jeß

### 2017–2019
- 14. LGAN SK: Inka von Puttkamer

## Jahrgang unbekannt
Die hier genannten Teilnehmenden haben ausweislich ihres Lebenslaufs an einer Generalstabs-/Admiralstabsausbildung der Führungsakademie teilgenommen, ohne dass das Jahr oder der Lehrgangstyp dokumentiert ist.

### Internationaler Lehrgang
- Hynek Blaško (), Edson Diehl Ripoli (), Sayidiman Suryohadiprojo (), André Wüstner, Khalid Shameem Wynne ()

### Lehrgang unbekannt
- Burkhard Köster, Vilmantas Tamošaitis ()